# Maud Madison
Maud Madison (19 novembre 1870 - 4 octobre 1953) est une actrice et danseuse américaine.

## Jeunesse
Maud Madison nait à San Francisco, en Californie. Elle est la fille de l'actrice et suffragiste Julie Reinhardt (1844–1924),. Elle termine ses études à l'École d'art dramatique de Boucicault en 1889.

## Carrière
Madison commence sa carrière sur scène en tant qu'actrice dans des compagnies en tournée et joue avec l'acteur anglais Richard Mansfield dans Richard III. En 1893, elle est principalement décrite comme une danseuse, spécialisée dans l'exécution de la « danse de la crinoline » ou danse de la jupe, une tendance populaire de l'époque,. En 1900, elle danse avec Loïe Fuller à Paris, à l'Exposition Universelle. Lors de son séjour à Paris, elle danse également dans une cage de lions pour un coup de publicité. En 1910, elle danse à l'ouverture du Colonial Opera House à Hamilton, aux Bermudes.
Inspirée par Fuller, Madison s'intéresse particulièrement aux effets de lumière et aux costumes innovants pour ses performances. Elle émerveille le public lorsque des drapeaux et des portraits célèbres sont projetés sur ses jupes tandis qu'ils tournoient et flottent. « Miss Madison est à l'origine de nombreux effets nouveaux dans les danses de salon », expliquait le San Francisco Chronicle en 1916. Madison fait une tournée aux États-Unis cette année-là, avec le poète Charles Keeler, interprétant ses poèmes dans des danses telles que « The Harper's Song of Isis » (une danse inspirée de l'art égyptien), « The Vampire » (une danse sur le thème des chauves-souris) et « Princess Papilio » (une danse sur le thème des papillons). Elle enseigne également les pas de danse sociale à New York.

## Vie privée
Madison a une fille, Beatrice Maude, qui devient actrice. Madison meurt en 1953, à son domicile à Hollywood, en Californie. Une collection de ses papiers est archivée dans la division de danse Jerome Robbins de la bibliothèque publique de New York.